# Cattenstedt
Cattenstedt is een plaats en voormalige gemeente in de Duitse deelstaat Saksen-Anhalt, en maakt deel uit van de Landkreis Harz.
Cattenstedt telt 720 inwoners.